# Устоите на Земята (минисериал)
„Устоите на Земята“ (на английски: The Pillars of the Earth) е канадско-немски исторически минисериал от осем части по едноименния роман на Кен Фолет. Премиерата му е на 23 юли 2010 г. съответно по Starz в САЩ и The Movie Network/Movie Central в Канада.

## Епизоди
| Номер | Заглавие           | Първо излъчване в САЩ | Първо излъчване в България |
| ----- | ------------------ | --------------------- | -------------------------- |
| 1     | Anarchy            | 23 юли 2010 г.        | 10 ноември 2010 г.         |
| 2     | Master Builder     | 23 юли 2010 г.        | 10 ноември 2010 г.         |
| 3     | Redemption         | 30 юли 2010 г.        | 11 ноември 2010 г.         |
| 4     | Battlefield        | 6 август 2010 г.      | 11 ноември 2010 г.         |
| 5     | Legacy             | 13 август 2010 г.     | 17 ноември 2010 г.         |
| 6     | Witchcraft         | 20 август 2010 г.     | 17 ноември 2010 г.         |
| 7     | New Beginnings     | 27 август 2010 г.     | 18 ноември 2010 г.         |
| 8     | The Work of Angels | 27 август 2010 г.     | 18 ноември 2010 г.         |

## „Устоите на Земята“ в България
В България минисериалът започва излъчване на 10 ноември 2010 г. по PRO.BG, всяка сряда и четвъртък от 21:00 по два епизода и повторение на следващия ден от 11:00. Последните два епизода са излъчени на 18 ноември. Ролите се озвучават от артистите Ани Василева, Ася Рачева, Стефан Димитриев, Симеон Владов, Христо Чешмеджиев и Станислав Димитров.